# Tuna Bekleviç
Tuna Bekleviç, né le 23 janvier 1977 à Edirne, est un homme politique turc.
C'est le fondateur du Hayır Partisi, le Parti du Non, qui a défendu le « non » lors du référendum de 2017.
Il a été précédemment membre de l'AKP.